# Korean Journal of Malacology
Korean Journal of Malacology (Korean J. Malacol.) – recenzowane czasopismo naukowe, publikujące w dziedzinie malakologii.
Czasopismo to wydawane jest od 1985 roku przez Malacological Society of Korea. Ukazuje cztery razy w roku: w marcu, czerwcu, wrześniu i grudniu. Publikowane są w nim oryginalne prace badawcze dotyczące różnych dziedzin malakologii, jak np. morfologii i ekologii mięczaków oraz ich znaczenia medycznego.
Impact factor pisma w 2014 roku wyniósł 0,461.